# Ligue balte de football
La Ligue balte (dont le nom officiel est Ligue balte Triobet) est un tournoi de football disputé entre les clubs des pays baltes, de 2007 à 2011. Elle est inspirés par le tournoi scandinave, la Royal League et par la Ligue baltique de basket-ball. La compétition était une sorte de ligue des champions des États baltes : en effet y participaient les clubs classés aux quatre premières places des championnats d'Estonie, de Lettonie et de Lituanie. Les 1er et 2e de chaque groupe se qualifient pour les quarts de finale.
Lors de la saison 2009-2010, la compétition a été étendue à 16 équipes : les 5 premiers des championnats des États baltes et la dernière place est attribué au 6e du championnat du pays tenant du titre.

## Palmarès
| saison            | Équipe domicile                        | Score                | Équipe extérieure | Lieu                          | Arbitre           |
| ----------------- | -------------------------------------- | -------------------- | ----------------- | ----------------------------- | ----------------- |
| 2007 Détails      | Ventspils                              | 1 – 3                | Metalurgs         | Ventspils Stadions, Ventspils | Kristo Tohver     |
| 2007 Détails      | Liepājas Metalurgs                     | 5 – 1                | FK Ventspils      | Daugava Stadium, Liepāja      | Audrius Žuta      |
| 2007 Détails      | Liepājas Metalurgs gagne 8-2 au cumulé |                      |                   | Daugava Stadium, Liepāja      | Audrius Žuta      |
| 2008 Détails      | Skonto Riga                            | 1 – 2                | FBK Kaunas        | Skonto Stadions, Riga         | Hannes Kaasik     |
| 2009-2010 Détails | Sūduva Marijampolė                     | 3 – 3ap 3 – 5 t.a.b. | FK Ventspils      | Sūduva Stadium, Marijampolė   | Sten Kaldma       |
| 2010-2011 Détails | FK Ventspils                           | 1 – 1ap 4 – 5 t.a.b. | Skonto Riga       | Ventspils Stadions, Ventspils | Nerijus Dunauskas |

### Bilan par club
| Équipe             | Vainqueur | Finaliste | Année de victoire | Année finaliste |
| ------------------ | --------- | --------- | ----------------- | --------------- |
| FK Ventspils       | 1         | 2         | 2010              | 2007, 2011      |
| Skonto Riga        | 1         | 1         | 2011              | 2008            |
| FBK Kaunas         | 1         | 0         | 2008              | –               |
| Liepājas Metalurgs | 1         | 0         | 2007              | –               |
| Sūduva Marijampolė | 0         | 1         | -                 | 2010            |

### Bilan par pays
| Pays     | Vainqueurs | Finalistes | Clubs Vainqueurs                                          | Finaliste                         |
| -------- | ---------- | ---------- | --------------------------------------------------------- | --------------------------------- |
| Lettonie | 3          | 3          | Liepājas Metalurgs (1), FK Ventspils (1), Skonto Riga (1) | FK Ventspils (2), Skonto Riga (1) |
| Lituanie | 1          | 1          | FBK Kaunas (1)                                            | Sūduva Marijampolė (1)            |

## Meilleurs buteurs par saison
| Saison    | Joueur               | Pays     | Club               | Buts |
| --------- | -------------------- | -------- | ------------------ | ---- |
| 2007      | Ģirts Karlsons       | Lettonie | Liepājas Metalurgs | 10   |
| 2008      | Aleksandrs Cauņa     | Lettonie | Skonto Riga        | 8    |
| 2009-2010 | Vjatšeslav Zahovaiko | Estonie  | Flora Tallinn      | 4    |
| 2010-2011 | Artūrs Karašausks    | Lettonie | Skonto Riga        | 4    |
| 2010-2011 | Eduards Višņakovs    | Lettonie | FK Ventspils       | 4    |

### Bilan par club
| Clubs              | Titres | Buts | Saisons    |
| ------------------ | ------ | ---- | ---------- |
| Skonto Riga        | 2      | 12   | 2008, 2011 |
| Liepājas Metalurgs | 1      | 10   | 2007       |
| Flora Tallinn      | 1      | 4    | 2010       |
| FK Ventspils       | 1      | 4    | 2011       |

### Bilan par pays
| Pays     | Titres | Buts | Saisons              |
| -------- | ------ | ---- | -------------------- |
| Lettonie | 4      | 26   | 2007, 2008, 2011 (2) |
| Estonie  | 1      | 4    | 2010                 |

## Meilleurs buteurs
| #  | Joueur               | Buts |
| -- | -------------------- | ---- |
| 1  | Aleksandrs Cauņa     | 10   |
| 1  | Ģirts Karlsons       | 10   |
| 3  | Ričardas Beniušis    | 8    |
| 4  | Rafael Gaúcho        | 7    |
| 5  | Genādijs Soloņicins  | 6    |
| 5  | Egidijus Varnas      | 6    |
| 7  | Mindaugas Kalonas    | 5    |
| 7  | Mihails Miholaps     | 5    |
| 7  | Andrejs Perepļotkins | 5    |
| 10 | Viktors Dobrecovs    | 4    |
| 10 | Aleksandr Dubõkin    | 4    |
| 10 | Vladimir Dvalishvili | 4    |
| 10 | Oļegs Laizāns        | 4    |
| 10 | Vīts Rimkus          | 4    |
| 10 | Serhij Sernecki      | 4    |
| 10 | Vjatšeslav Zahovaiko | 4    |
| 10 | Aleksejs Višņakovs   | 4    |